# يو بي إل (شركة لعبة فيديو)
يو بي إل (بالإنجليزية: UPL)‏، هي شركة يابانية سابقة، وكانت الشركة المسؤولة لتطوير ونشر ألعاب فيديو، تأسست سنة 1972، وأغلقت سنة 1992، وأنتجت عدة ألعاب، ومنها لعبة نينجا-كون.